# 舊維奇
50°53′51″N 29°36′38″E / 50.89750°N 29.61056°E
舊維奇（烏克蘭語：Старовичі）是位於烏克蘭北部的村莊，由基辅州维什霍罗德区的伊萬基夫市鎮負責管轄。該村始建於1800年，面積1.6平方公里，海拔高度139米，2001年人口172，人口密度每平方公里107.5人。